# 达姆塔里
达姆塔里（Dhamtari），是印度恰蒂斯加尔邦Dhamtari县的一个城镇。总人口82099（2001年）。

## 人口
该地2001年总人口82099人，其中男性41241人，女性40858人；0—6岁人口11290人，其中男5871人，女5419人；识字率69.06%，其中男性为77.07%，女性为60.98%。